# Luigi Ricciolio
Luigi Maurizio Ricciolio (Torino, 1774 – Torino, 19 gennaio 1836) è stato un avvocato italiano, sindaco di Torino nel 1829.

## Biografia
Nacque a Torino dall'avvocato Michele Antonio e da Cristina Maria Valle, figlia del senatore Maurizio.
Nel 1797 sposò Matilde Falletti di Champagny (1780-1840), figlia del conte Giuseppe, dalla quale ebbe tre figli.
Divenne decurione di Torino nel 1814, segretario del consiglio di Stato e dei memoriali nel 1823 e sindaco di seconda classe nel 1829, con Luigi Nomis di Cossilla.
Il 27 agosto 1830 fu nominato conte dal re di Sardegna Carlo Felice.
Nel 1831 fu nominato referendario e segretario capo della Gran Cancelleria.
Morì a Torino nel 1836.